# Acidificarea oceanelor

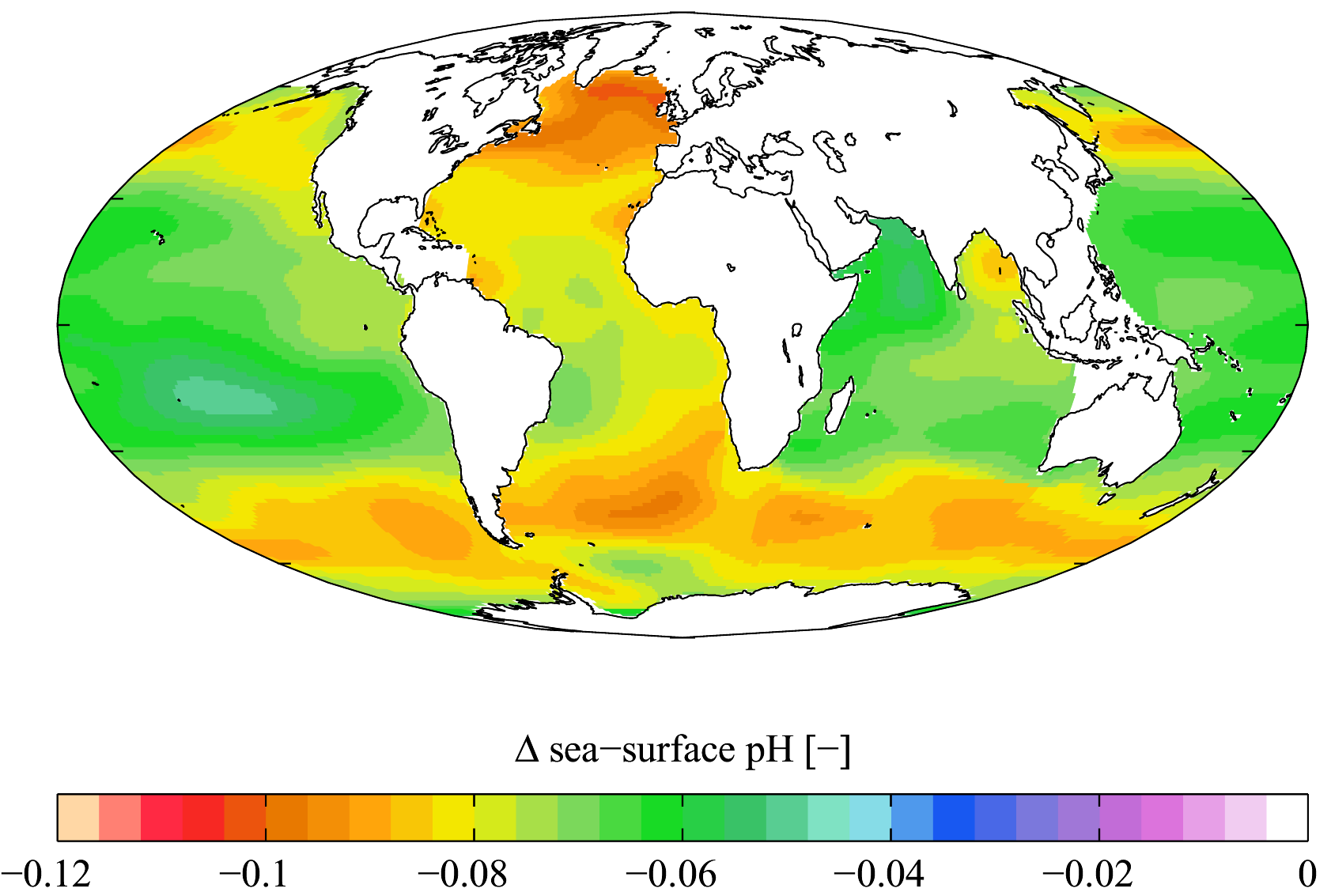
Schimbare estimată a pH-ului apei datorită creșterii ridicate de CO_{2} create de oameni între anii 1700 și 1990, de la Proiectul pentru analizare a datelor oceanice (GLODAP) și Atlasul oceanelor lumii

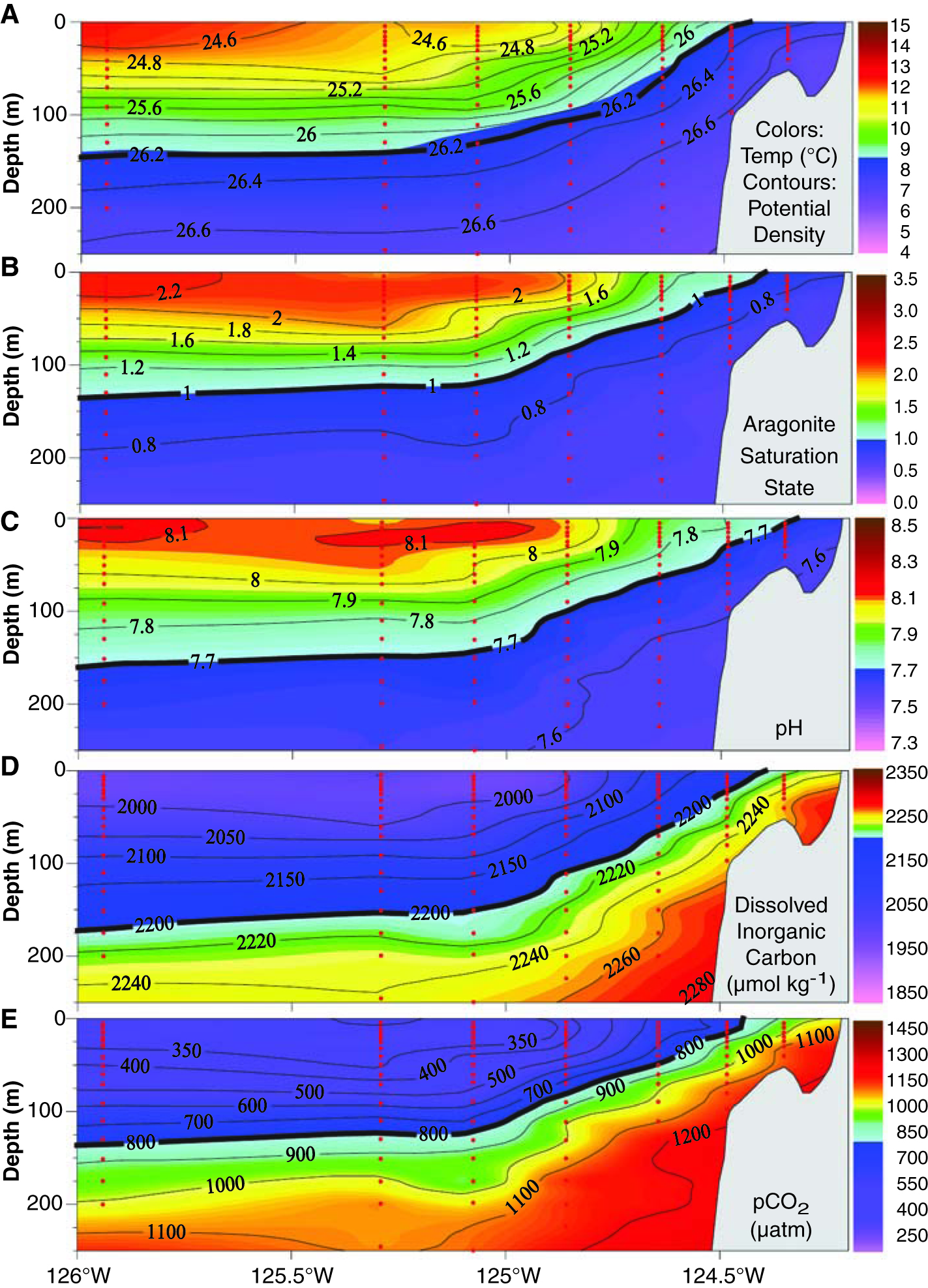
NOAA oferă dovezi pentru mișcările în sus al apei acide de pe platoul continental. În figura de mai sus, observați secțiunile verticale (a), temperatură (B), saturația aragonitului (C), pH-ul (D), DIC, și (E) pCO pe linia 5 transect (linie de-a lungul căreia se studiază specii de plante, animale etc) de pe Pt. St. George, California. Densitatea potențială a suprafețelor sunt supraimpuse pe secțiunea temperaturii. Densitatea potențială de 26.2 a suprafeței delimitează locația primului loc în care apa nesaturată este purtată în sus de la adâncimi de 150 la 200 de metri pe platoul continental și afloriment în apropierea suprafeței de coastă. Punctele roșii reprezintă locațiile probelor.

Acidificarea oceanelor reprezintă procesul de continuă scădere a nivelului de pH în oceanele pământului, cauzată de preluarea continuă a dioxidului de carbon (CO
2) din atmosferă. Apa de mare este bază ușoară (pH >7), și acidificarea oceanelor reprezintă o schimbare treptată spre condiții de pH-neutru decât o tranziție la condiții de acid (pH <7). Un număr estimativ de 30-40% din dioxidul de carbon (CO
2) creat în urma activității umane și care este eliberat în atmosferă se dizolvă în oceane, râuri și lacuri. Pentru a atinge echilibrul chimic, o parte din acesta reacționează cu apa și formează acid carbonic. Unele dintre moleculele rezultate ale acidului carbonic se disociază într-un ion bicarbonat și un ion hidrogen, așadar crescând aciditatea oceanului (H+ concentrație ion). Între anii 1751 și 1996, pH suprafeței oceanului era estimată ca descrescută de la aproximativ 8.25 la 8.14, reprezentând o creștere de aproape 30% în H+ concentrație ion în oceanele pământului. Sistemul de modele pentru Pământ proiectează că, în ultimul deceniu, aciditatea oceanelor a depășit orice înregistrare istorică de până acum și, în combinație cu alte schimbări biogeochimice ale oceanului, pot afecta foarte mult funcționarea ecosistemelor marine și pot întrerupe aprovizionarea cu diferite bunuri și servicii asociate cu oceanul începând cu 2010.
Creșterea acidității are o largă variată de efecte potențial devastatoare pentru organismele marine, cum ar fi descreșterea metabolismului și a sistemului imunitar în unele organisme, cauzând albirea coralilor. Prin creșterea prezenței ionilor de hidrogen liberi, acidul carbonic care se formează în oceane va duce, într-un final, la conversia ionilor de carbonat în ioni de bicarbonat. Alcalinitatea oceanului (aproape egală cu [HCO3−] + 2[CO32−]) nu este schimbată în proces, sau poate crește pe o perioadă lungă din cauza dizolvării carbonatului. Această descreștere în cantitatea de ioni de carbonat disponibili poate afecta organismele marine calcifiate, precum coralii și unele tipuri de plancton, astfel încât acestea vor putea produce carbonat de calciu biogenetic mult mai greu, și astfel de structuri pot deveni vulnerabile la dizolvare. Acidificarea oceanelor în curs poate afecta lanțul trofic viitor care are legătură cu oceanul. Oamenii de știință membrii InterAcademy Panel au emis o afirmație pe tema acidificării oceanelor recomandând că, până în 2050, nivelul emisiilor globale de CO2 să fie redus cu cel puțin 50% în comparație cu nivelul din 1990.
În timp ce acidificarea oceanelor este, cel puțin parțial, antropogenă în origine, au fost observate și astfel de acidificări în trecutul pământului, fără intervenție umană. Cel mai notabil exemplu este cel din Maximul termal din perioada Paleocen-Eocen (MTPE sa PETM), care a apărut cu aproximativ 56 de milioane de ani în urmă atunci când cantități masive de carbon au intrat în oceane și atmosferă, și au dus la dizolvarea sedimentelor de carbonat în bazinele oceanice.
Acidificarea oceanelor a fost comparată cu schimbările climatice antropogene și numită geamănul malefic al încălzirii globale. și "cealaltă problemă legată de CO2"

## Ciclul carbonului

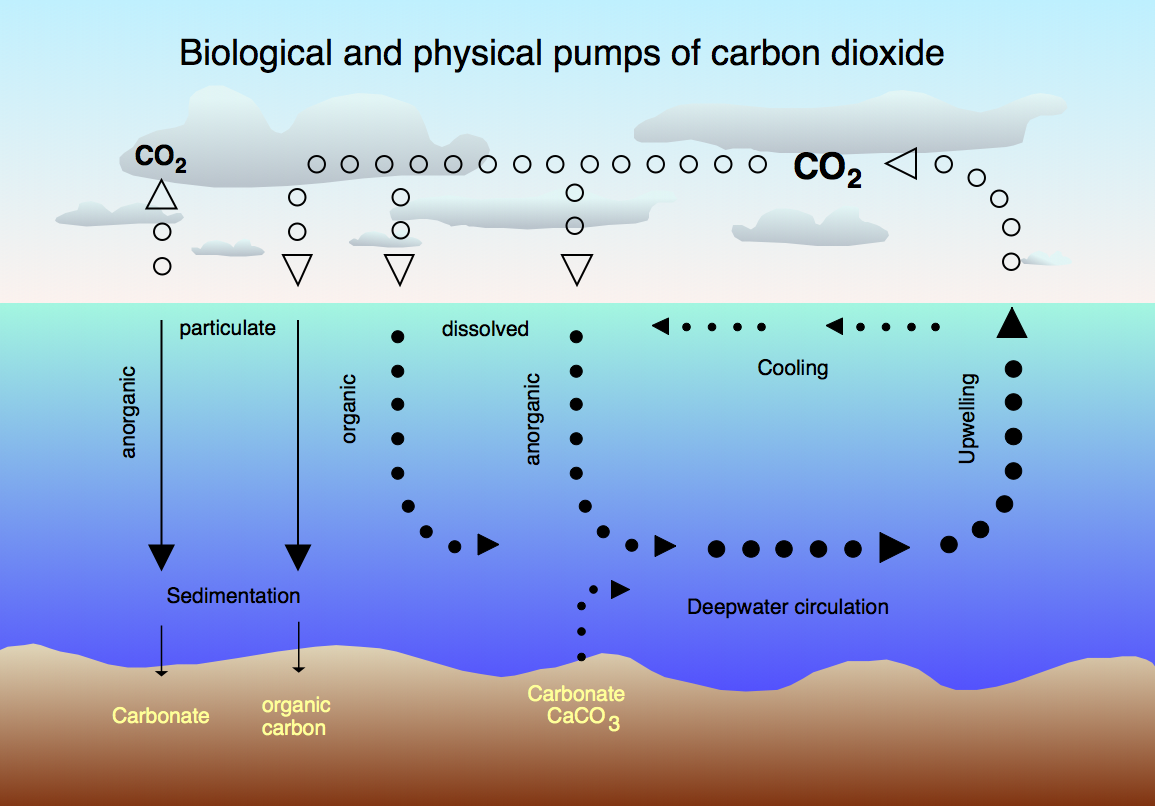
Ciclul CO2 dintre atmosferă și ocean

Ciclul carbonului descrie fluxul de dioxid de carbon (CO2) dintre oceane, biosfera terestră, litosfera, și atmosfera. Activitățile umane precum arderea combustibililor fosili și folosirea pământului (modificarea acestuia) au dus la schimbări care au produs un nou flux de dioxid de carbon (CO2) în atmosferă. În jur de 45% din CO2 a rămas în atmosferă; mare parte din ce a rămas a fost preluat de oceane, cu unele cantități mici fiind preluate de plante.

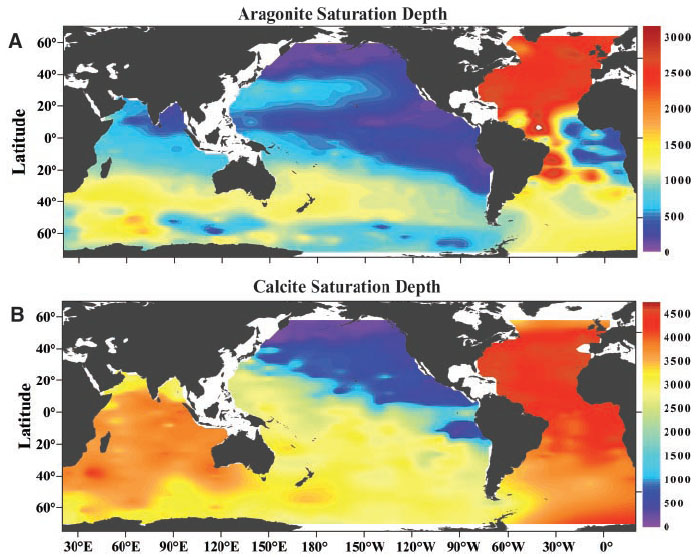
Distribuție: (A) aragonit și (B) adâncimea saturației calcitului în oceanele planetare.

Corpurile de apă dulce apar a fi acidificate, deși acest lucru este mult mai complex și este un fenomen mai puțin evident.
Ciclul carbonului descrie fluxul de dioxid de carbon (CO
2) dintre oceane, biosfera terestră, litosfera, și atmosfera. Activitățile umane precum arderea combustibililor fosili și folosirea pământului (inclusiv modificarea acestuia) au dus la schimbări care au produs un nou flux de dioxid de carbon (CO
2) în atmosferă. În jur de 45% din dioxid de carbon a rămas în atmosferă; mare parte din ce a rămas a fost preluat de oceane, cu unele cantități mici fiind preluate de plante.
Harta a fost creată de către Administrația Oceanică și Atmosferică Națională și institutul Oceanografic Woods Hole, folosind Sistemul de date al comunității despre pământ. Această hartă a fost creată prin compararea condițiilor de mediu din 1880 cu condițiile de mediu în timpul celor mai recenți 10 ani (2003-2012). Saturația aragonitului a fost măsurată la locațiile selectate în ultimele decenii, dar se poate calcula în mod fiabil pentru diferite momente și locații în funcție de relațiile pe care oamenii de știință le-au observat printre saturația aragonitului, pH, carbon dizolvat, temperatura apei, concentrațiile de dioxid de carbon în atmosferă, și de alți factori, care pot fi măsurați. Această hartă arată schimbările în cantitatea de aragonit dizolvat în apele de la suprafață între 1880 și cei mai recenți ani (2003-2012). Saturația aragonitului este un raport care compară cantitatea de aragonit care este de fapt prezent cu suma totală de aragonit pe care apa ar fi putut-o să reziste dacă era complet saturată. Cu cât este mai negativă schimbarea în saturația aragonitului, cu atât mai mare este scăderea aragonitului disponibil în apă, și cu atât mai greu este pentru creaturile marine de a-și produce scheletul și scoicile. Harta globală arată modificări de-a lungul timpului în cantitatea de aragonit dizolvat în ocean și care este numită saturația aragonitului. Ciclul carbonului implică atât compuși organici, cum ar fi celuloza și anorganice, compuși de carbon, cum ar fi dioxidul de carbon, ioni de carbonat și ioni de bicarbonat.  Compușii anorganici sunt relevanți atunci când se discută acidificarea oceanelor pentru că acestea includ mai multe forme de CO2 dizolvat prezent în oceanele Pământului.
Atunci când dioxidul de carbon se dizolvă, acesta reacționează cu apa pentru a forma o balanță între speciile chimice ionice și non-ionice; dioxidul de carbon dizolvat liber, acidul carbonic, bicarbonatul și carbonatul. Rația acestor specii depinde de anumiți factori, precum temperatura apei oceanice, presiunea, salinitatea, pH, și alcalinitatea. Aceste forme diferite de carbon anorganic dizolvat sunt transferate de la suprafața oceanelor în interiorul acestuia prin 'pompa de solubilitate a oceanelor'.
Rezistența unei părți al unui ocean de a absorbi CO2 din atmosferă este cunoscut și ca factorul lui Revelle.

## Acidificarea
Dizolvarea CO2 în apa oceanelor crește concentrația ionului de hidrogen (H+) în oceane, și descrește pH-ul oceanelor, după cum urmează:
CO2 (aq) + H2O ⇌ H2CO3 ⇌ HCO3− + H+ ⇌ CO32− + 2 H+. 
Caldeira și Wickett (2003) au plasat rata și magnitudinea schimbării acidificării oceanelor moderne pe contextul a unor schimbări istorice probabile în ultimii 300 de milioane de ani.
Odată cu revoluția industrială, s-a estimat că pH-ul suprafeței oceanelor a scăzut cu puțin mai mult peste 0.1 unități pe scara logaritmică a pH-ului, reprezentând aproximativ o creștere de 29% în H+. Este așteptată o descreștere continuă cu peste 0.3 la 0.5 unități (o dublare sau triplare adițională a concentrațiilor post-industriale de astăzi) până în 2100 deoarece oceanele absorb tot mai mult dioxid de carbon antropogenic, cei mai afectați fiind recifurile de corali din partea de Sud a oceanelor.
Aceste schimbări vor accelera pe măsură ce tot mai mult CO2 antropogenic este eliberat în atmosferă și preluat de oceane. Gradul de schimbare în compoziția chimică a oceanelor, incluzând pH-ul acestora, depind de atenuarea și emisiile preluate de societate.
Chiar dacă cele mai mari schimbări sunt așteptate în viitor, un raport emis de către oamenii de știință de la NOAA confirmă că aceștia au găsit cantități mari de apă nesaturată în aragonit care sunt în mișcare aproape de platoul continental pacific în zona Americii de Nord. Platourile continentale poartă un rol important în ecosistemele marine din moment ce majoritatea organismelor marine trăiesc sau sunt născute aici, și chiar dacă studiul a fost efectuat doar în zona de la Vancouver în Nordul Californiei, autorii sugerează că și alte platouri pot experimenta efecte similare.
| Timp                        | pH     | schimbarea pH-ului | Sursă             | H+ schimbarea concentrației |
| --------------------------- | ------ | ------------------ | ----------------- | --------------------------- |
| Pre-industrial (secolul 18) | 8.179  |                    | analiza terenului |                             |
| Trecutul recent (1990)      | 8.104  | −0.075             | analiza terenului | + 18.9%                     |
| Niveluri prezente           | ~8.069 | −0.11              | analiza terenului | + 28.8%                     |
| 2050 (2×CO 2 = 560 ppm)     | 7.949  | −0.230             | conform modelului | + 69.8%                     |
| 2100                        | 7.824  | −0.355             | conform modelului | + 126.5%                    |

## Rata
Unul dintre primele seturi de date detaliate care au examinat cum pH-ul a variat pe o perioadă de 8 ani la o locație specifică a găsit că acidificarea a fost strâns legată de dinamica speciilor benthic (specii de animale care trăiesc la fundul unui bazin de apă (ocean, râu sau lac)) și de variația în pH-ul oceanului pot cauza speciile calcaroase să fie mai puțin active decât speciile noncalcaroase în anii cu pH-ul mai redus și prezic consecințele pentru ecosistemele benthic din apropierea țărmului.
Thomas Lovejoy, un fost chef consilier în biodiversitate la Banca Mondială a sugerat că: "aciditatea oceanelor se va dubla mai mult în următorii 40 de ani. El spune că rata este de 100 de ori mai rapidă decât orice altă schimbare în aciditatea oceanelor în ultimii 20 de milioane de ani, făcând viața marină aproape imposibilă de adaptat la schimbările produse în sistem". Până în anul 2100, dacă procesele biogeochimice care sunt și ele în desfășurare continuă, dacă acestea influențează transportul de servicii și mâncare peste ocean, atunci acestea vor avea și ele un efect considerabil asupra bunăstării umane, pentru aceștia care depind foarte mult de mâncarea de peste oceane, locuri de muncă și venituri.
"Dacă continuăm să emitem CO2 la aceeași rată, până în 2100 aciditate oceanului va crește cu aproximativ 150%, o rată care nu a mai fost experimentată în ultimii 400.000 - Programul de cercetare a acidificării oceanului din UK, 2015 "
Rata curentă a acidificării oceanelor a fost comparată cu evenimentul de seră din perioada de la limita dintre Paleocen-Eocen (în urmă cu 55 de milioane de ani) când temperatura de la suprafața oceanelor a crescut cu 5-6 grade Celsius. Nicio catastrofă nu a fost documentată în ecosistemele de suprafață, însă organismele care trăiau la fundul oceanelor au suferit o extincție în masă. Acidificarea curentă este pe cale să atingă niveluri mai înalte decât orice alt nivel în ultimii 65 de milioane de ani, și rata de creștere este de aproximativ 10 ori mai mare decât rata precedentă din perioada Paleocen-Eocen. Acidificarea curentă a fost descrisă ca un eveniment geologic aproape fără precedent. Un consiliu național de cercetare a lansat un studiu în Aprilie 2010, declarând că „nivelul de acid din oceane crește la o rată fără precedent”. Un ziar din 2012 în jurnalul Știința a examinat recorduri geologice într-o încercare de a găsi comparații istorice pentru condițiile globale curente cât și pentru cele viitoare. Cercetătorii au determinat că rata curentă de acidificare a oceanelor este mai rapidă decât oricând în ultimii 300 de milioane de ani.
O revizuire făcută de către oamenii de știință climatologi la blogul RealClimate a unui reportaj din 2005 făcut de către Societate Regală din UK au semnalat similar ratele schimbării curente ale acidificării oceanelor, scriind:
"pH-ul natural al oceanelor este determinat de o nevoie de a balanșa depozitarea și îngroparea de CaCO3 pe fundul oceanelor împotriva influxului de Ca2+
 și CO2−
3 în oceane de la dizolvarea rocilor pe pământ, proces numit dezagregare. Aceste procese stabilizează pH-ul oceanelor, printr-un mecanism numit compensație de CO2−
3... Punctul de ridicarea a acestuia din nou este de a observa dacă concentrația de Ca2+
 din atmosferă se schimbă mult mai încet decât acesta, după cum a fost mereu prin tot recordul Vostok, pH-ul oceanului va fi relativ neafectat deoarece compensația de CO2−
3 îl poate ține ridicat continuu. Acidificarea prezentă produsă de combustibilii fosili este mult mai rapidă decât schimbările naturale, așadar și acidificarea va fi mult mai intensă decât orice a văzut pământul până acum în ultimii 800.000 de ani. "
În perioada de 15 ani dintre 1995-2010, aciditatea a crescut cu peste 6% în regiunea de 100 de metri în sus din oceanul Pacific de la Hawaii la Alaska. Potrivit unei afirmații făcute în Iulie 2012 de Jane Lubchenco, conducătorul Administrației Naționale a Oceanului și Atmosferei din Statele Unite ale Americii: "apa de suprafață se schimbă mult mai rapid decât au presupus calculele inițiale, așadar este un alt motiv pentru a fi foarte serios îngrijorați de cantitatea de dioxid de carbon pe care o are atmosfera noastră acum și cantitatea adițională pe o care continuăm să o eliberăm".
Un studiu din 2013 susține că aciditatea a crescut la o rață de 10 ori mai rapid decât în orice altă criză revoluționară din istoria pământului. Într-un raport sintetic publicat în Știința în 2015, 22 de oameni de știință marini au susținut că CO2 eliberat în urma arderii combustibililor fosili schimbă rapid chimia oceanului, mai rapid decât orice alt eveniment de la Marea Moarte, evenimentul extinctiv cel mai sever din istoria pământului, recunoscând că creșterea maximă de 2 grade Celsius acceptată de guverne reflectă o parte prea mică în emisiile care trebuiesc oprite pentru a preveni impacturi dramatice" pe oceanele pământului, cu autorul principal Jean-Pierre Gattuso remarcând că "Oceanele au fost considerate minimale la negocierile climatice anterioare. Studiul nostru arată argumente convingătoare pentru o schimbare radicală la conferința UN (din Paris) cu privire la schimbările climatice".
Rata la care acidificarea oceanelor va apărea poate fi influențată de rata de încălzire a oceanelor de suprafață, deoarece echilibrul chimic care guvernează pH-ul apelor oceanice depind de temperatură. Încălzirea apelor oceanice mai mult pot duce la schimbări minore în pH în schimbul ridicate a creșterii de CO2.

## Calcifierea

### Privire de ansamblu
Schimbările în chimia oceanelor pot avea efecte directe sau indirecte asupra organismelor marine și asupra habitatelor lor. Una dintre cele mai importante repercusiuni ale creșterii acidității oceanelor se referă la producția scoicilor și platoșelor de protecție a animalelor din carbonat de calciu (CO2−
3). Acest proces este numit calcifierea și este un proces important în biologia și supraviețuirea a unei mari și largi varietăți de organisme marine. Calcifierea implică precipitațiile ionilor dizolvați în structuri de CO2−
3 solid, precum și cocolite. După ce acestea se formează, astfel de structuri sunt vulnerabile la dizolvare decât dacă în apele oceanice conțin concentrații saturate de ioni de carbonat. ((CO32−))

### Mecanismul
Din surplusul de dioxidul de carbon (CO
2) adăugat în oceane, unele cantități de dioxid de carbon rămân nedizolvate, în timp ce celălalt rest contribuie la crearea de bicarbonat adițional (și acid carbonic), Acest lucru crește, de asemenea, concentrația de ioni de hidrogen, și cu cât procentajul de hidrogen este mai mare cu atât mai mare crește procentajul de bicarbonat, creând un dezechilibru în reacția HCO3−  CO32− + H+. Pentru a menține echilibrul chimic, o parte din ionii de carbonat care sunt deja în ocean se combină cu unii dintre ionii de hidrogen pentru a crea în continuare, bicarbonat. Așadar concentrația oceanelor de ioni de carbonat este redusă, creând o dezechilibrul în reacția Ca2+ + CO32−  CaCO3, făcând dizolvarea structurilor create mult mai probabilă. 
Acestă creștere în concentrația dioxidului de carbon (CO
2) dizolvat, a bicarbonatului cât și reducerea în carbonat sunt arătate în "Plotul lui Bjerrum".

### Rata saturării
Rata saturării (cunoscută și ca Ω) a apei oceanelor pentru un mineral este măsurătoarea termodinamică a mineralului de a se forma și de a se dizolva, și pentru carbonatul de calciu este descrisă ca următoarea ecuație:
{\displaystyle {\Omega }={\frac {\left[{\ce {Ca^2+}}\right]\left[{\ce {CO3^2-}}\right]}{K_{sp}}}}
Aici Ω este produsul concentrațiilor (sau activităților) a ionilor reactanți care formează mineralul ((Ca2+
 și CO2−
3), divizat de produsul concentrațiilor a acestor ioni atunci când mineralul este la echilibru ((K
sp)), acest lucru este atunci când mineralul nu este nici în stare de formare nici în stare de dizolvare. În apele oceanelor, o barieră orizontală naturală este formată în urma temperaturii, presiunii și adâncimii, și este cunoscută ca și orizontul saturării. Peste acest orizont, Ω are o valoare mai mare decât 1, și CaCO
3 nu este dizolvă imediat. Dar, dacă rata de producție este suficient de mare pentru a porni dizolvarea, CaCO
3 încă poate apărea acolo unde Ω este mai puțin de 1. Adâncimea compensației de carbonat apare la adâncimea unde producția este depășită de dizolvare, în ocean.
Această descreștere în concentrația de ((CO32−)) descrește Ω, și deci face dizolvarea de CaCO
3 mult mai probabilă.
Carbonatul de calciu apare în două forme cristaline comune: aragonit și calcit. Aragonitul este mult mai solubil decât calcitul, așadar orizontul saturației pentru aragonit este mereu mai aproape de suprafață decât orizontul saturației calcitului. Acest lucru înseamnă și că aceste organisme care produc aragonit pot fi mult mai vulnerabile la schimbările produse în aciditatea oceanelor decât cele care produs calcit. Creșterea în nivelurile de CO2 și rezultatul scăzut de pH al apei oceanelor descrește starea de saturație a CaCO
3 și crește orizontul saturației pentru ambele forme mai apropiate de suprafață. Această descreștere în starea saturației se crede că este unul din principalii factori care conduc la descreștere calcificării în organismele marine, după cum precipitațiile anorganice de CaCO
3 sunt direct proporționale cu starea lui de saturație.

## Posibile impacturi
Creșterea acidității poate avea consecințe dăunătoare, cum ar fi descreșterea ratei metabolismului la calamarul jumbo, descreșterea răspunsului sistemului imunitar la midiile albastre și albirea coralilor. Chiar și așa, acesta poate avea efecte benefice pentru unele specii, spre exemplu accelerarea ratei de creștere la stelele de mare, în timp ce planctonii închiși se pot dezvolta mai bine în oceanul modificat.
Raportul "Sumarul acidificării oceanului pentru factorii de decizie politică 2013" descrie cercetarea și găsirea posibililor factori dăunători.

### Impacturile asupra organismelor calcifiate marine
Chiar dacă absorbția naturală de CO2 de oceanele lumii ajută la diminuarea efectelor climate ale emisiilor antropogenice de CO2, se crede că rezultatul descreșterii pH-ului va avea consecințe negative, în mare parte pentru organismele oceanice calcifiate. Acestea întind lanțul trofic de la autotrofe la heterotrofe și includ organisme precum corali, echinoderme, crustacee și moluște. După cum este descris și mai sus, sub condiții normale, calcitul și aragonitul sunt stabile la apa de suprafață deoarece ionii de carbonat sunt la condiții de suprasaturație.  În orice caz, deoarece pH-ul oceanelor scade, concentrația ionilor de carbonat necesară pentru apariția saturației crește, și atunci când carbonatul devine nesaturat, structurile făcute din carbonat de calciu sunt vulnerabile la dizolvare. Așadar, chiar și dacă nu există nicio șansă de calcifiere, rata dizolvării materialelor calcaroase crește.
Coralii, pteropozii, unele specii de alge etc vor experimenta calcifiere redusă sau dizolvare îmbunătățită atunci când sunt expuse la niveluri elevate de CO2.
Societatea regală a publicat un raport cuprinzător a acidificării oceanelor, și potențialele consecințe, în Iunie 2005. Chiar și așa, unele studii au aflat diferite reacții ca răspuns la acidificarea oceanelor, cu calcifierea cocolitoforelor și fotosintezei crescând sub niveluri atmosferice elevate de pCO2, un declin egal în atât producție și calcifiere în răspuns la niveluri crescute de CO2 sau direcția răspunsurilor variind de la specie la specie. Un studiu din 2008 examinează un grup de sedimente din Atlanticul de Nord și află că în timp ce compoziția speciilor a rămas neschimbată pentru o perioadă industrială din 1780 până în 2004, calcifierea a crescut până la 40% în același timp. Un studiu din 210 de la Universitatea din Stony Brook arată că în timp ce unele zone sunt supra solicitate din cauza pescuitului intensiv ș.a.m.d, și în timp ce unele zone de pescuit sunt înlocuite, din cauza acidificării oceanelor va fi imposibil să se readucă înapoi multe populații de pești. În timp ce consecințele ecologice pline al acestor schimbări în calcifiere sunt încă neclare, se pare că multe specii calcifiere vor fi afectate advers.
Atunci când este expus în experimente cu pH redus cu 0.2 sau 0.4, larvele unei forme relative de stea de mare, mai puțin de 0.1 % au supraviețuit mai mult de 8 zile. Există de asemenea o sugestie că o descreștere în cocolifore s-ar putea să aibă efecte secundare asupra climatului, contribuind la încălzirea globală prin descreșterea nivelului de albedo al Pământului. Toate ecosistemele marine de pe Pământ vor fi expuse la schimbări în acidificare și multe alte schimbări biogeochimice.
Lichidul dintre compartimentele interne unde își cresc coralii exoscheletul este de asemenea foarte important pentru creștere calcificației. Atunci când rata de saturație a aragonitului în apele oceanice externe este la niveluri normale, coralii își cresc cristalele de aragonit rapid în compartimentele interioare, de unde și faptul că exoscheletele lor cresc rapid. Dacă nivelurile de aragonit în apele oceanice externe sunt sub nivelurile normale, coralii trebuie să muncească mai mult pentru a menține nivelurile normale în compartimentele interioare. Când acest lucru se întâmplă, procesul creșterii cristalelor încetinește, și acest lucru scade și cât de mult le crește exoscheletul. Depinzând de cât de mult aragonit există în apa înconjurătoare, coralii se pot și opri din creștere deoarece nivelurile de aragonit sunt prea mici pentru ca aceștia să-l pompeze în compartimentele interioare. Se pot dizolva mai rapid decât aceștia pot crea cristale în scheletul lor, depinzând de cât aragonit există în apa înconjurătoare lor. Sub progresia actuală a emisiilor de carbon, aproximativ 70% din coralii de apă rece din Atlanticul de Nord vor trăi în ape corozive până în 2050-2060.
Un studiu condus de Instituția Oceanografică Wood Hole în Ianuarie 2018 arată că creșterea scheletului coralilor sub condiții acidificate sunt afectate primar de capacitatea redusă de a construi exoschelete dense, mai degrabă decât afectarea extensiei liniară a exoscheletului. Folosind modele climatice globale, au arătat că densitatea unor specii de corali ar trebui să fie redusă cu 20% până la finalul acestui secol.
Pe situl experimental pe o distanță de 400m2 cu scopul de a descrește nivelurile de CO2 din apa oceanică la un nivel apropiat înaintea erei industriale a arătat o creștere de 7% în calcificarea net. Un experiment similar de a crește nivelurile de CO2 în apa oceanică la un nivel așteptat la scurt timp după mijlocul acestui secol a arătat că calcificarea net a scăzut cu peste 34%.
Acidificarea oceanelor poate forța unele organisme să își realoce resurse departe de puncte productive cum ar fi creștere pentru a menține calcificarea.
În unele locuri bule de CO2 ies afară de pe fundul oceanelor, schimbând local nivelul de pH și alte aspecte chimice ale apei oceanice. Studiile ale acestor locuri de CO2 au documentat o varietate de răspunsuri în funcție de organisme. Recifurile de corali în apropierea locurilor de origine a emisiilor de carbon de pe fundul oceanului sunt de mare interes din cauza sensibilității a unor specii de coral la acidificarea oceanului. În Papua Noua Guinee, descreșterea nivelurilor de pH cauzată de astfel de izvoare de CO2 este asociată cu descreșterea în diversitatea speciilor de corali.
În orice caz, în Palau izvoarele de dioxid de carbon (CO
2) nu sunt asociate cu diversitate redusă în cadrul recifurilor de corali, chiar dacă bioeroziunea scheleticelor coralilor este mult mai ridicată la locuri cu pH redus.

### Alte impacturi biologice
Departe de încetinirea și/sau reversificarea calcificării, organismele mai pot suferi și alte efecte adverse, fie indirect prin impacturi negative asupra surselor de mâncare, sau direct prin efecte psihologice sau reproductive. Spre exemplu, creșterea elevată a nivelurilor de CO2 oceanic poate produce inducere de CO
2 acidificat în fluidele corpului, cunoscut și sub numele de hipercapnia. De asemenea, creșterea acidității oceanului se crede că are o varietate mare de consecințe directe. Spre exemplu, o creștere în aciditate are următoarele consecințe: reduce metabolismul la calamarul jumbo; scade răspunsul sistemului imunitar la midiile albastre; face mai grea detectarea prin miros a prădătorilor și ne-prădătorilor, cât și prin auz. Acest lucru este datorat, posibil, faptului că acidificarea oceanului poate altera proprietățile acustice ale apei oceanice, permițând sunetelor să se propage mai departe, și crescând sunetul oceanului. Acest lucru are efect asupra tuturor animalelor care se folosesc de sunet pentru ecolocație sau comunicație.
Ouăle calamarului atlantic lung stau o perioadă mai îndelungată până să iasă din ou în apă acidificată și statolitul calamarului este mai mic și mai malformat la animalele plasate în apa oceanică cu pH redus. pH-ul a fost stimulat la de 20-30 de ori mai mult decât nivelul de CO2. Oricum, precum cu calcifierea, momentan nu există o înțelegere completă a acestor procese în organismele marine sau ecosisteme.
Un alt efect posibil l-ar avea o creștere în frecvența valurilor roșii, care pot contribui la o acumulare de toxine (acid domoizc, brevotoxină, saxitoxină etc) în organismele mici precum crustaceele, în schimb crescând apariția de otrăvire cu crustacee amnezice, neurotoxice și paralitice.

### Impacturile asupra ecosistemelor amplificate de încălzirea oceanelor și dezoxigenare
În timp ce efectele complete ale nivelurilor elevate de CO2 asupra ecosistemelor marine este încă un subiect de documentare, există încă un corp substanțial de cercetare care arată că o combinație de acidificare a oceanelor și temperatura crescută, condusă în mare parte de CO2 și alte emisii de gaze cu efect de seră, au o parte componentă din efectele asupra vieții marine și asupra mediului înconjurător acvatic. Aceste efecte depășesc cu mult impacturile rele individuale al amândurora. În adiție, încălzirea oceanelor exacerbează dezoxigenarea oceanelor, care în schimb sunt un factor de stres adițional al organismelor marine prin creșterea stratificării oceanelor, prin efecte dense și solubile, deci limitând nutrienții și în același timp crescând rata metabolică.
Analizele au clasificat direcția și magnitudinea acestor efecte devastatoare ale acidificării oceanelor, a creșterii temperaturii și a dezoxigenării. Aceste analize au fost mai departe testate de alte studii care au stimulat interacțiunea dintre acești factori de stres și au găsit un efect catastrofic asupra lanțului trofic marin, lucru care semnifică că creșterea în consumare din cauza stresului termic este mai mare decât orice alt producător primar de CO2.

### Impacturi nonbiologice
Lăsând deoparte efectele biologice, este de așteptat ca acidificarea oceanelor să aibă, în viitor, efecte și nonbiologice: o descreștere semnificativă în depozitele de sedimente de carbonat pentru câteva secole, și chiar dizolvarea sedimentelor de carbonat existente. Acest lucru va cauza o creștere semnificativă în alcalinitatea oceanelor, care va duce la un ocean cu un impact semnificativ în creșterea schimbărilor climatice după cum tot mai mult CO2 va ieși din ocean în atmosferă.

### Impacturi asupra industriei umane
Riscul acidificării oceanelor amenință descreșterea comercializării peștilor în industria și economia Arctică. Pescăriile comerciale sunt amenințate deoarece acidificarea va afecta organismele calcifiate care formează lanțul trofic Arctic.
Pteropozii și unele stele de mare, amândouă care stau la baza lanțului trofic Arctic sunt amândouă afectate serios de acidificare. Platoșele pteropozilor se vor dizolva cu creșterea în acidificare și stelele de mare vor pierde masă musculară. Pentru crearea de platoșe la pteropozi aceștia au nevoie de aragonit care este produs prin ionii de carbonat și calciu dizolvat. Pteropozii sunt afectați sever deoarece creșterea în acidificarea oceanelor reduc mult nivelurile de apă suprasaturată cu carbonat ceea ce este necesară pentru crearea aragonitului. Apele arctice se schimbă atât de rapid încât vor deveni nesaturate cu aragonit din începutul anului 2016. Adițional, ouăle stelelor de mare vor muri după câteva zile de la expunerea apelor acidificate. Acidificarea anunță să distrugă lanțul trofic Arctic de la bază. Lanțul trofic arctic este considerat simplu, ceea ce înseamnă că există doar câțiva pași de la prădători mici la prădători mari. Spre exemplu, pteropozii sunt "o cheie pentru o varietate de prădători mai mari - plancton mai mare, pești, păsări de mare, balene". Atât pteropozii cât și stelele de mare servesc ca hrană substanțială și eliminarea lor din lanțul trofic simplu reprezintă un pericol foarte mare pentru întreg ecosistemul. Efectele asupra organismelor calcifiate la baza lanțului trofic pot distruge pescuitul. Valoarea peștilor prinși de la pescuitorii comerciali din Statele Unite ale Americii în 2007 a fost estimată la 3.8$ miliarde de dolari și organismele calcifiate cât și prădătorii acestora reprezentau 73% din totalul peștilor prinși. Alte organisme sunt rănite direct ca rezultat la acidificare. Spre exemplu, o descreștere în creșterea organismelor marine calcifiate precum homarul american, scoici înseamnă că există mai puține carne de crustacee disponibilă pentru vânzare și consumare.
Crabul rege roșu sunt de asemenea la mare risc deoarece crabii sunt calcifieri și depind de ionii de carbonat pentru dezvoltarea carapacei. Puii acestora expuși la niveluri de acidificare crescută experimentează o rată de mortalitate de 100% după 95 de zile. În 2006 crabul rege roșu reprezenta 23% din totalul de niveluri de producție și recoltare și o scădere serioasă în populația lor amenință întreaga industrie de crabi. Diferite bunuri de pe ocean cât și servicii sunt cel mai probabil nedeterminate de viitoarele schimbări în ocean și potențialul lor efect pe asupra a 400 la 800 de milioane de oameni care depind de ele.

### Impactul asupra oamenilor indigeni
Acidificarea poate cauza daune turismului Arctic, al economiei și poate afecta modul de viață al oamenilor indigeni. O mare parte din Turismul Arctic îl reprezintă pescuitul sportiv și industria vânatului. Industria pescuitului sportiv este amenințată de dispariția animalelor de bază al lanțului trofic care oferă mâncare pentru peștele dorit. O descreștere în turism descrește veniturile din acea zonă, și amenință economia care este dependentă de turism. O descreștere rapidă sau dispariția a vieții marine poate afecta de asemenea și dieta oamenilor indigeni.

## Răspunsuri și măsuri posibile

### Reducerea emisiilor de CO2
Membrii InterAcademy Panel recomandă ca, până în 2050, nivelul de CO2 antropogenic să fie redus cu cel puțin 50% față de cel din 1990. Afirmația din 2009 face apel și către liderii lumii să:

- Realizeze că acidificarea oceanelor este o consecință directă și reală a creșterii nivelurilor de CO2 care are deja un efect la concentrațiile actuale, și este cel mai probabil să agraveze ecosisteme marine importante după cum concentrațiile de CO2 cresc semnificativ;
- ... Să recunoască că reducerea de CO2 din atmosferă este singura metodă practicabilă pentru a diminua acidificarea oceanelor;
- ... Reînvigoreze acțiunile pentru a reduce factorii de stres, cum ar fi supra pescuitul și poluarea asupra ecosistemelor marine pentru a crește rezistența la acidificarea oceanelor.

Stabilizarea atmosferică a concentrațiilor de CO2 la 450 ppm necesită misiuni de reducere acestora, cu reduceri treptate peste timp.
Consiliul German asupra Schimbării Globale afirmă:

Ca să prevenim distrugerea organismelor marine calcificate și a riscurilor rezultate de a altera fundamental lanțurile trofice marine, următoarele reguli trebuiesc respectate: pH-ul al apelor de suprafață trebuie să nu scadă sub 0.2 unități sub valorile normale înaintea erei industriale în orice regiune mare din ocean (nu în modul global).

Misiunea noastră politică care are legătură cu aciditatea oceanului este magnitudinea încălzirii globale viitoare. Partidurile Statelor Unite din Cadrul Convecției asupra Schimbărilor Climatice (PSUCCS sau UNFCCC) a adoptat o misiune de a limita încălzirea sub 2 grade Celsius, nivel relativ cu era pre-industrială. Ajungând la această limită ar necesita reduceri substanțiale în emisiile de CO2 antropogenic.
Limitând încălzirea globală la sub 2 grade Celsius ar implica o reducere în pH-ul apei de suprafață de până la 0.16 de la era pre-industrială. Acest lucru ar reprezenta un declin substanțial în pH-ul oceanului de suprafață.
Începând cu 25 septembrie 2015, USEPA a respins o petiție a oamenilor propusă pe 30 iunie 2015, care a cerut EPA să reguleze emisia de CO2 sub nivelul TSCA pentru a diminua acidificarea oceanelor. În procesul de respingere, EPA a spus că riscurile de acidificarea oceanelor erau "mult mai eficiente și mai efectiv adresate" sub acțiuni domestice, spre exemplu, sub Planul Prezidențial Climatic de Acțiune, și că multiple căi sunt urmărite pentru a lucra cu unul sau în alte națiuni pentru a reduce emisiile, despădurirea și promovarea de energie curată și mai eficientă.
În Martie 28, 2017 șeful executiv al US a anulat Planul de Acțiune Climatic. Pe Iunie 1, 2017 a fost anunțat faptul că US se va retrage de la acordul cu Paris, și pe Iunie 12 2017 faptul că US se va abține de la Angajamentul pentru Schimbările Climatice G7, două eforturi majore internaționale de a reduce emisiile de CO2.

## Inginerie climatică
Ingineria climatică (diminuarea temperaturii sau a efectelor pH-ului produse de emisii) a fost propusă ca un răspuns posibil la acidificarea oceanelor. IAP (2009) afirmă cu atenție împotriva ingineriei climatice cu un răspuns politic:
Diminuarea apropiată a unor metode cum ar fi adăugarea de chimicale pentru a preveni efectele acidificării sunt probabil, costisitoare, parțial efective și doar pe o scară foarte mică, și pot aduce efecte secundare neașteptate la viața și mediul înconjurător marin. Au fost făcute foarte puține studii pe fiabilitate și posibilele impacturi ale acestor metode. Studii substanțiale trebuiesc făcute înainte astfel încât aceste tehnici să fie puse în practică.
Raporturile făcute de WGBU (2006), Societatea Regală din UK (2009) și Consiliul Național de Cercetare al US (2011) au avertizat de posibilele riscuri și dificultăți asociate cu Ingineria Climatică.

### Fertilizare cu fier
Fertilizarea cu fier a oceanului poate stimula fotosinteza în fotoplancton (vezi Ipoteza fierului). Fotoplanctonul poate converti dioxidul de carbon dizolvat al oceanului în hidrocarburi și oxigen, unele dintre care se vor scufunda în adâncurile oceanului înainte de a se oxida. Mai mult de o zecime de astfel de experimente au confirmat că adăugarea de fier în ocean crește fotosinteza în fotoplancton cu până la peste 30 de ori. În timp ce această soluție a fost propusă ca o soluție potențială la acidificarea oceanului, diminuarea acidificării oceanului de suprafață poate crește acidificarea în regiunile mai joase ale oceanului.
Un raport făcut de Societatea Regală din UK (2009) a revizuit abordarea pentru efectivitate, costuri, timp-costisitoare și siguranță. Rata pentru costuri a fost "mediu" sau "ne așteptată a fi foarte bună pentru costuri". Pentru celelalte trei criterii, revizuirile au variat de la "scăzut" la "foarte scăzut". Spre exemplu, cu privire la siguranță, cercetările au găsit un potențial efect pentru schimbări ecologice nedorite și faptul că această metodă ar putea crește zonele anoste ale oceanului (zone moarte).

## Galerie

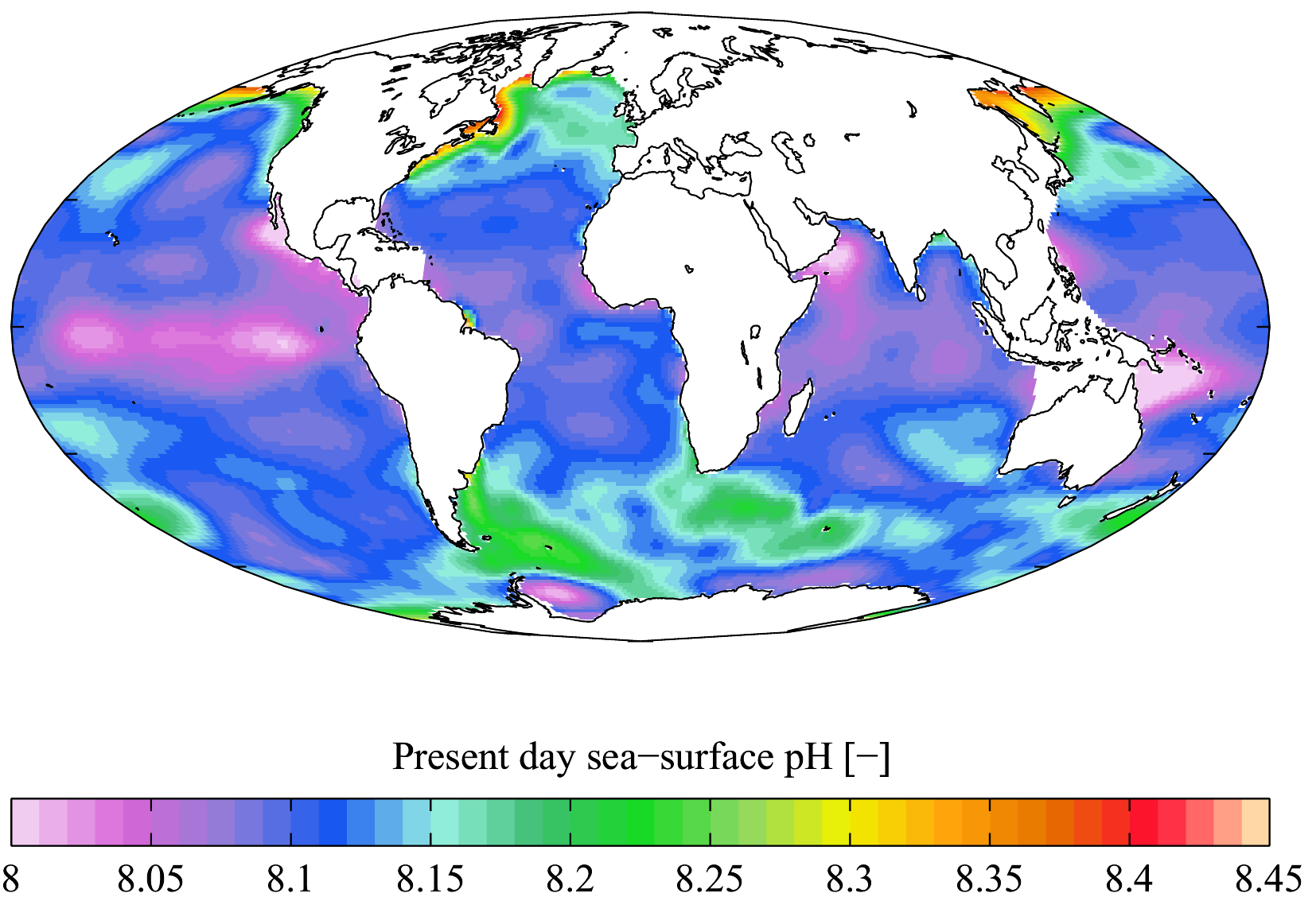
"Ziua prezentă" (1990s) sea surface pH
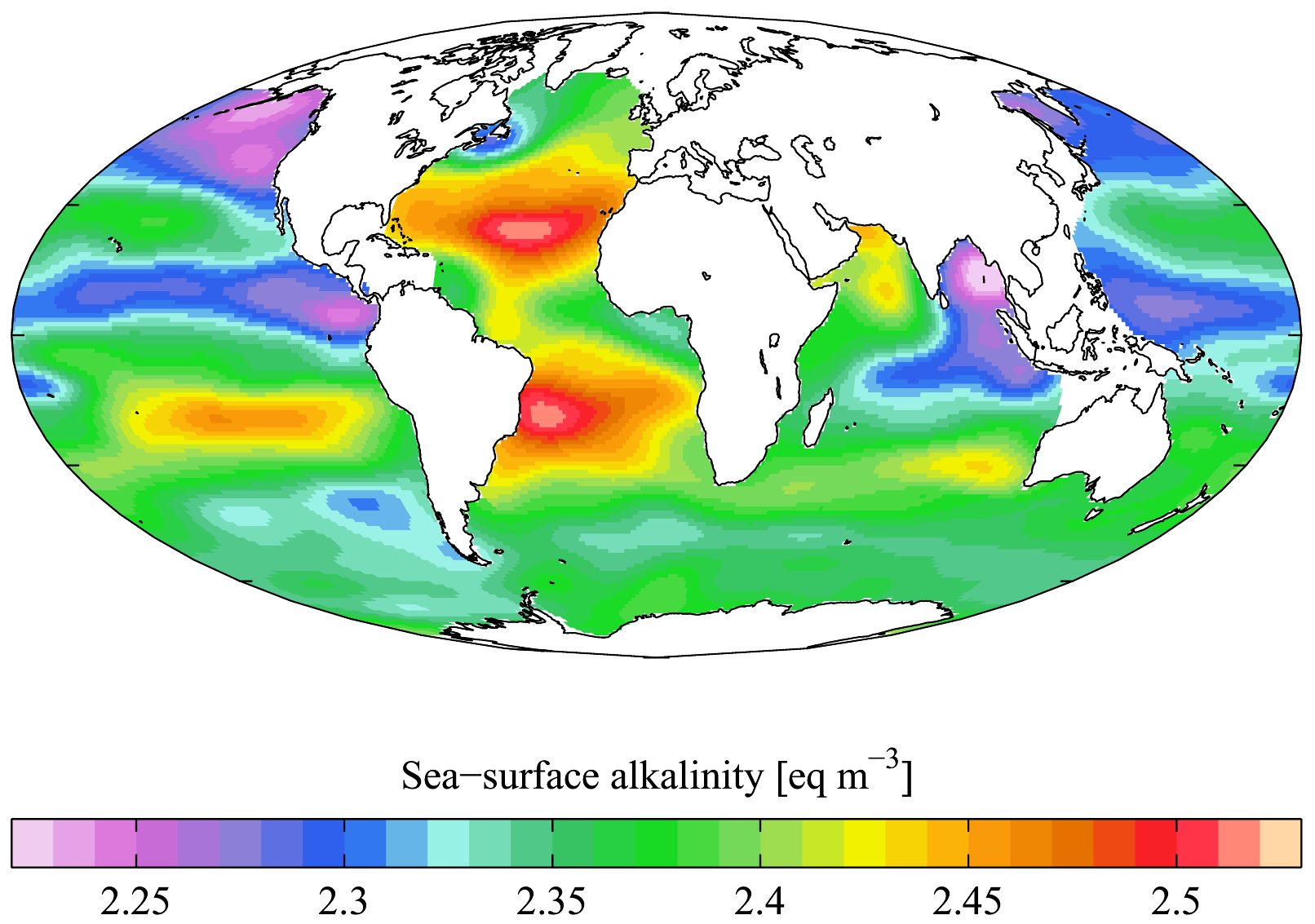
Alcalinitatea din ziua prezentă
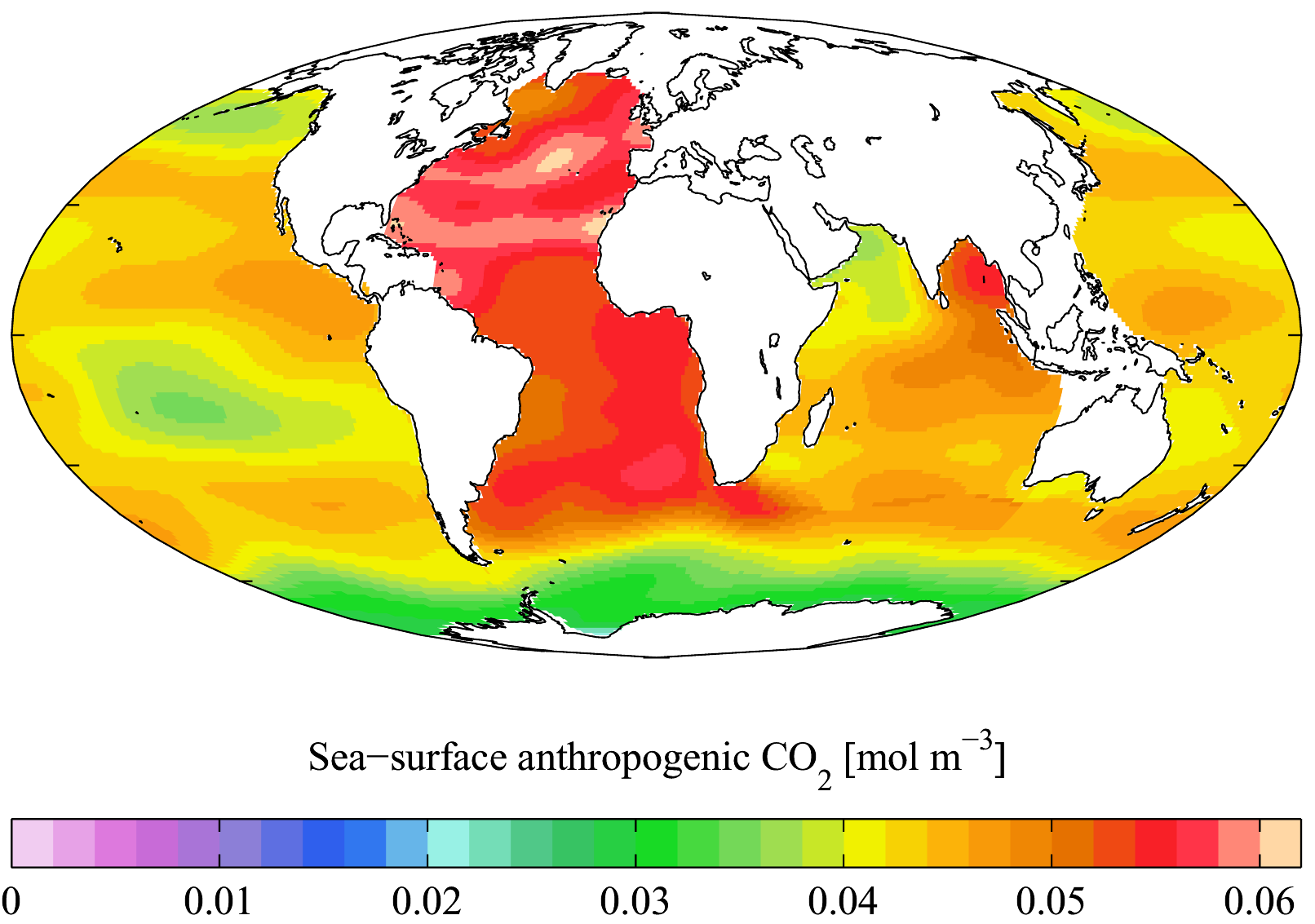
"Ziua prezentă" (1990s) apă de suprafață antropogenic CO 2
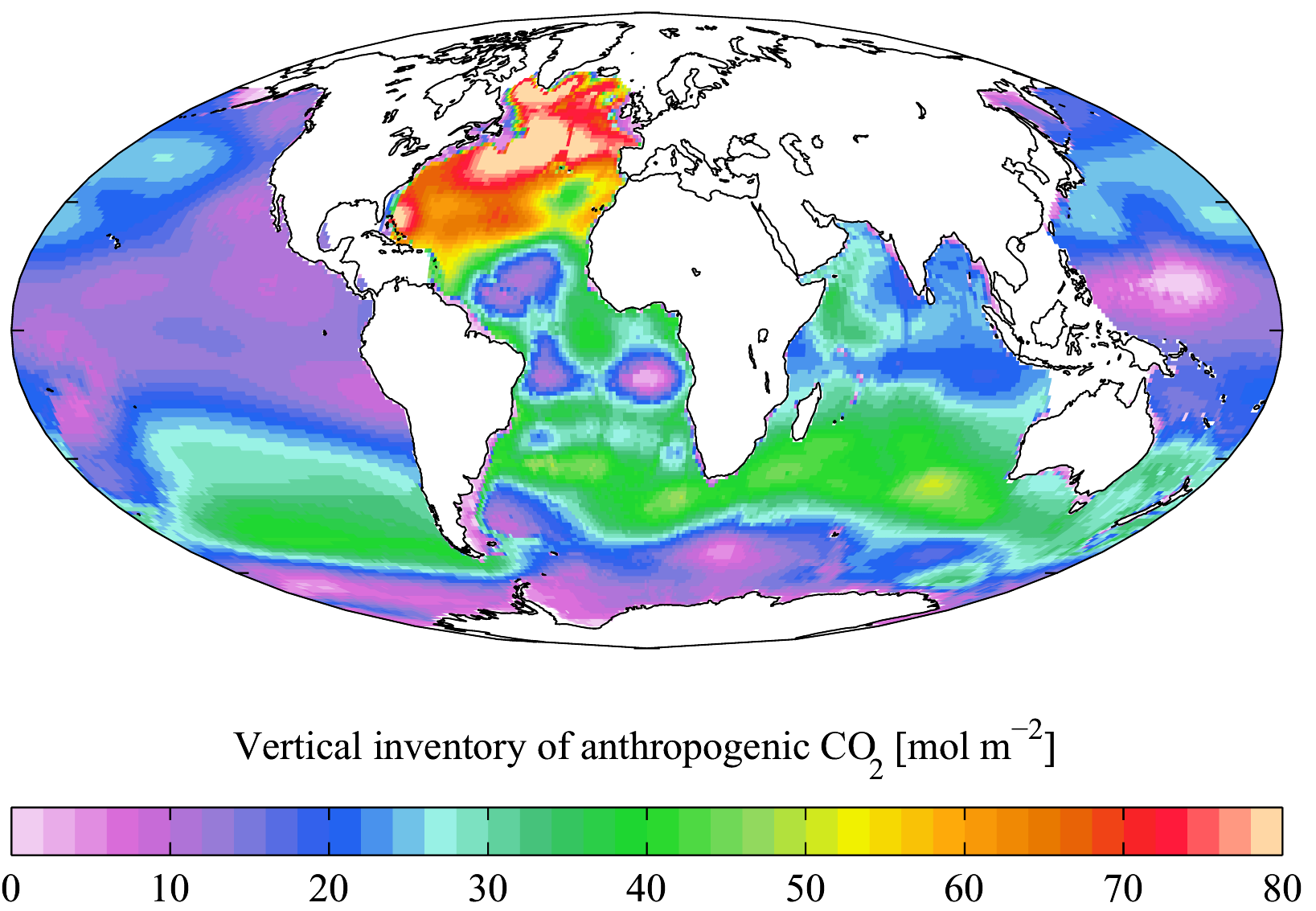
Inventar vertical de "ziua prezentă" (1990s) antropogenic CO 2
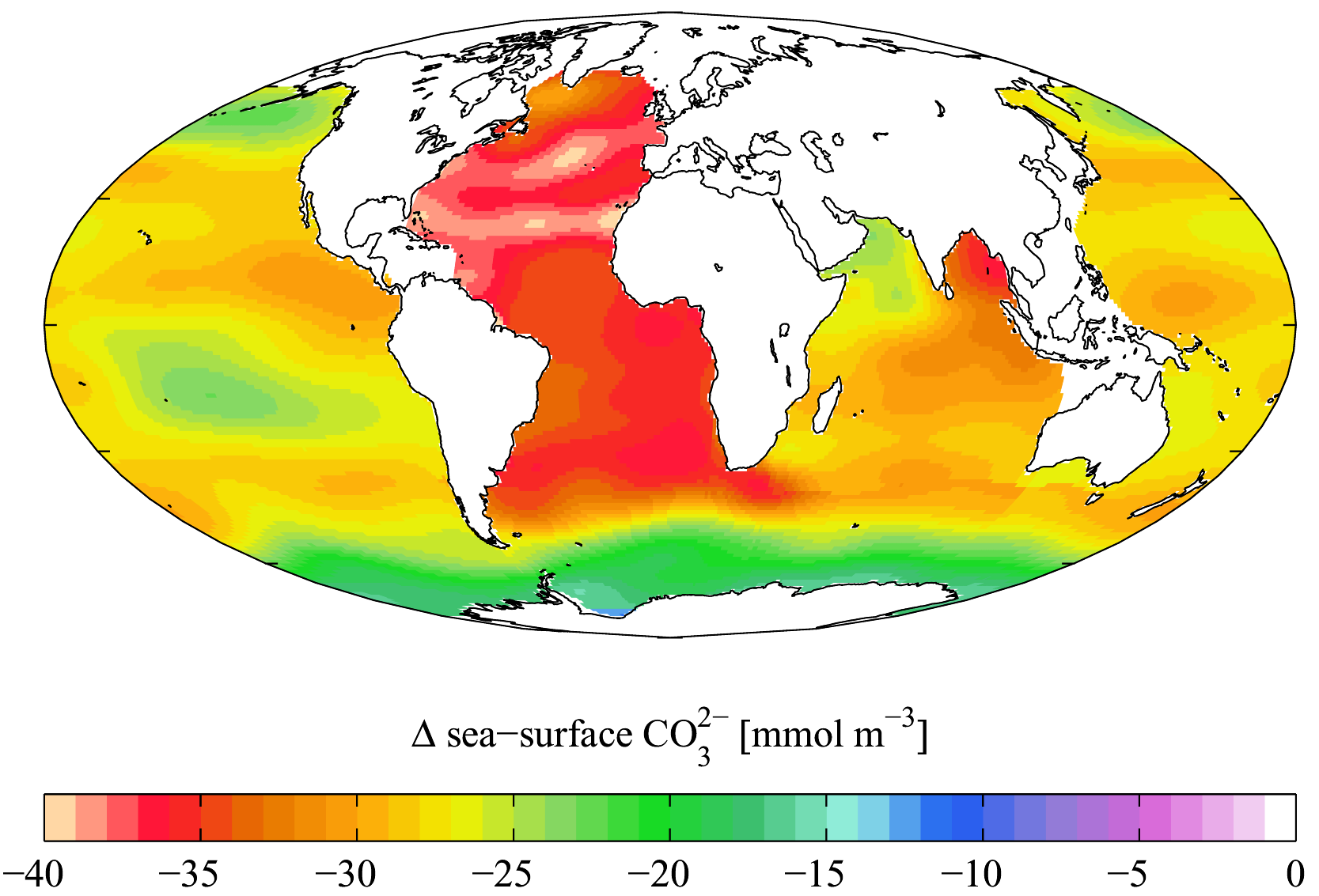
Schimbări în suprafața ionilor de CO2− 3 de la 1700 la 1990
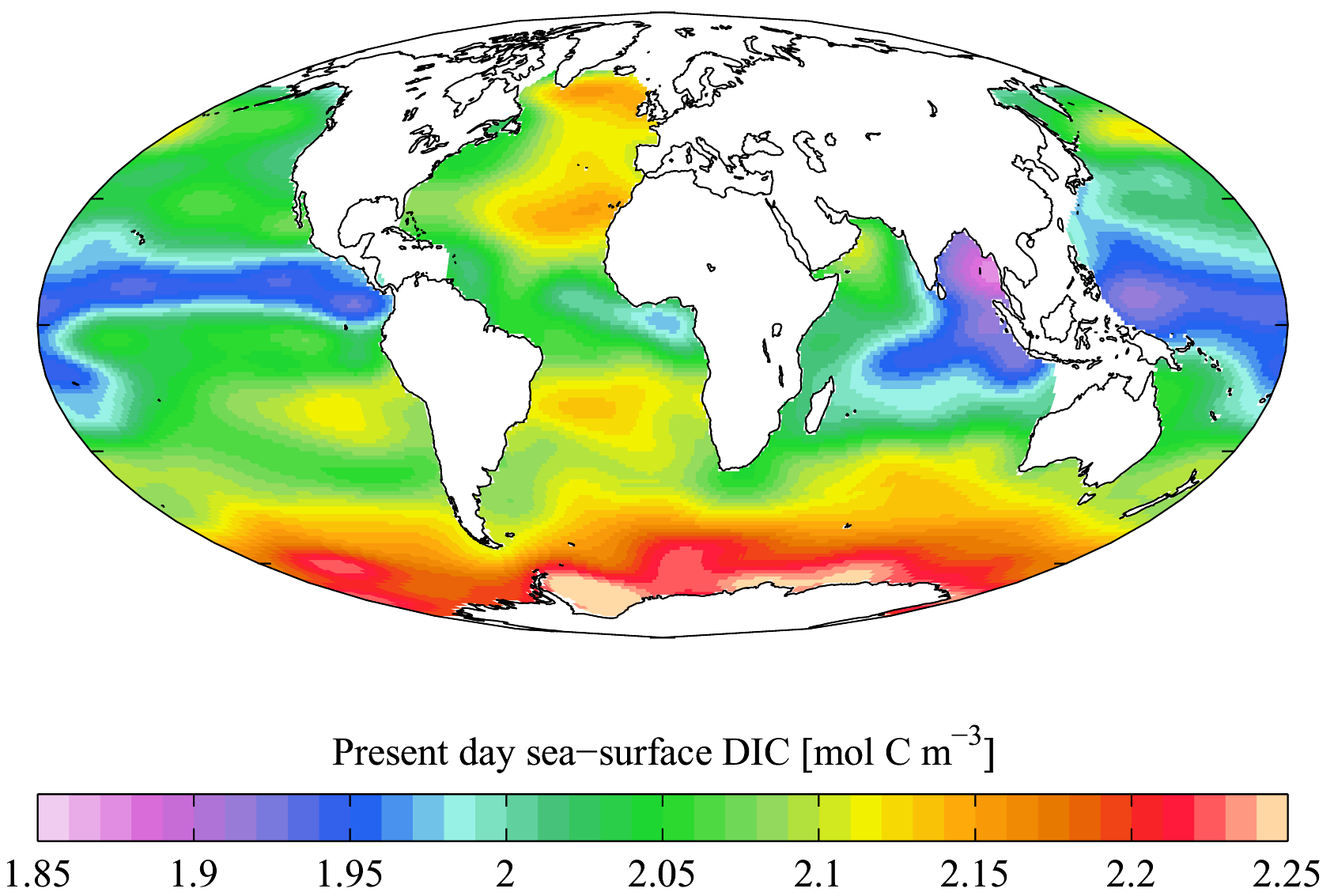
Ziua prezentă DIC
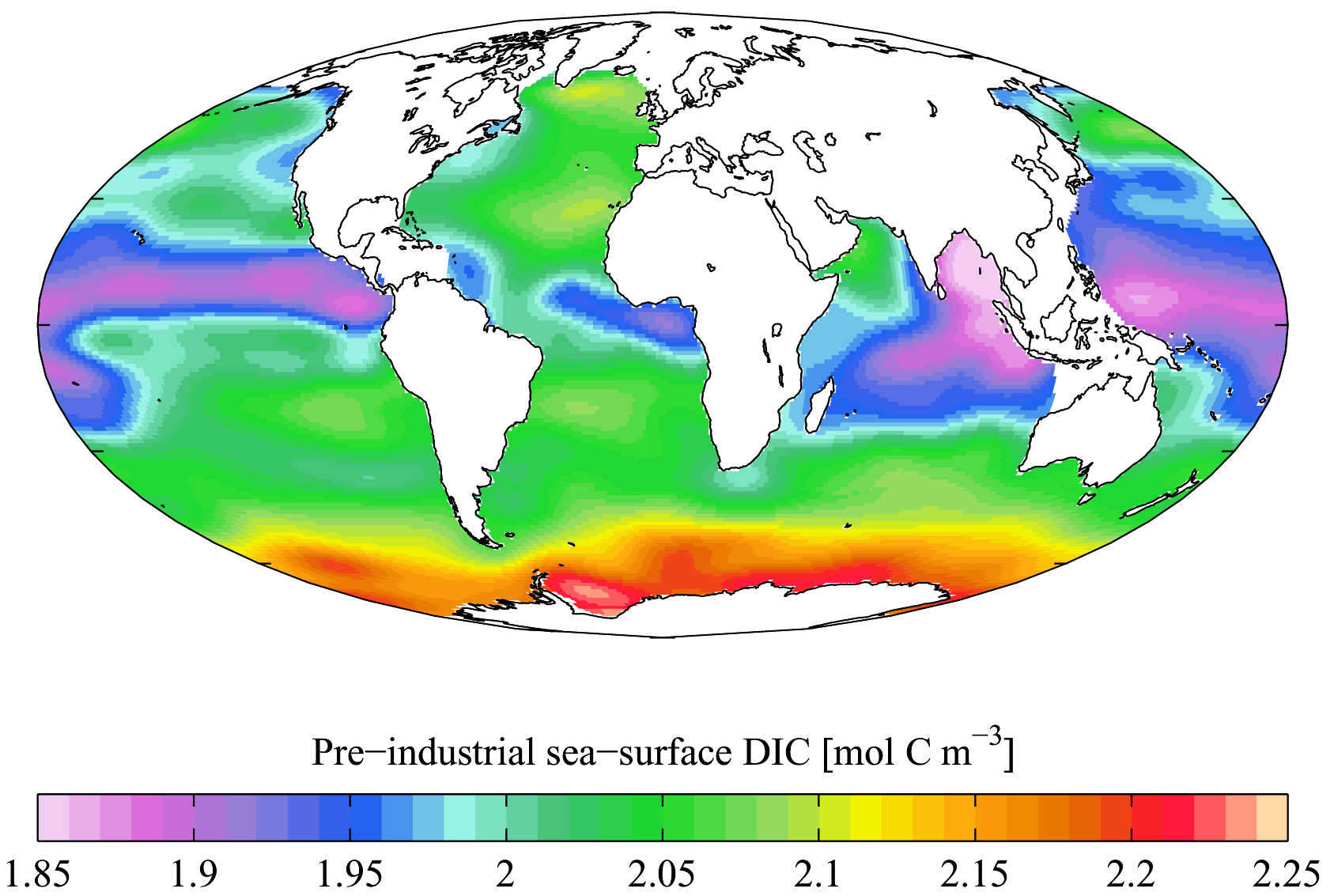
Era pre-industrială DIC
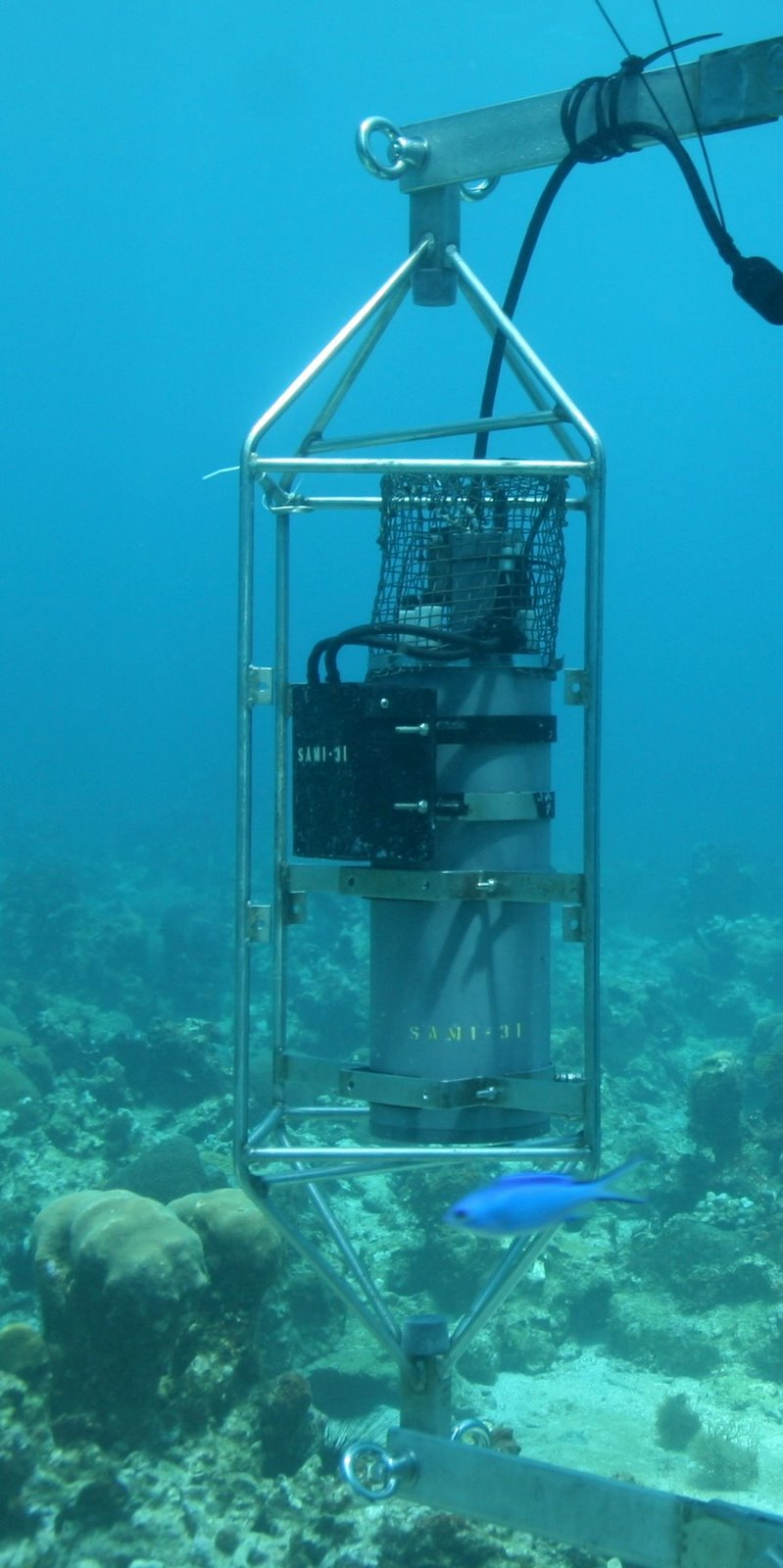
A NOAA (AOML) in sit CO 2 senzor de concentrație (SAMI-CO2), atașat de un recif de corali stație cu sistem de avertizare din timp, utilizat în conducerea studiilor cu privire la nivelurile de acidificare a oceanelor în zona recifurilor de corali
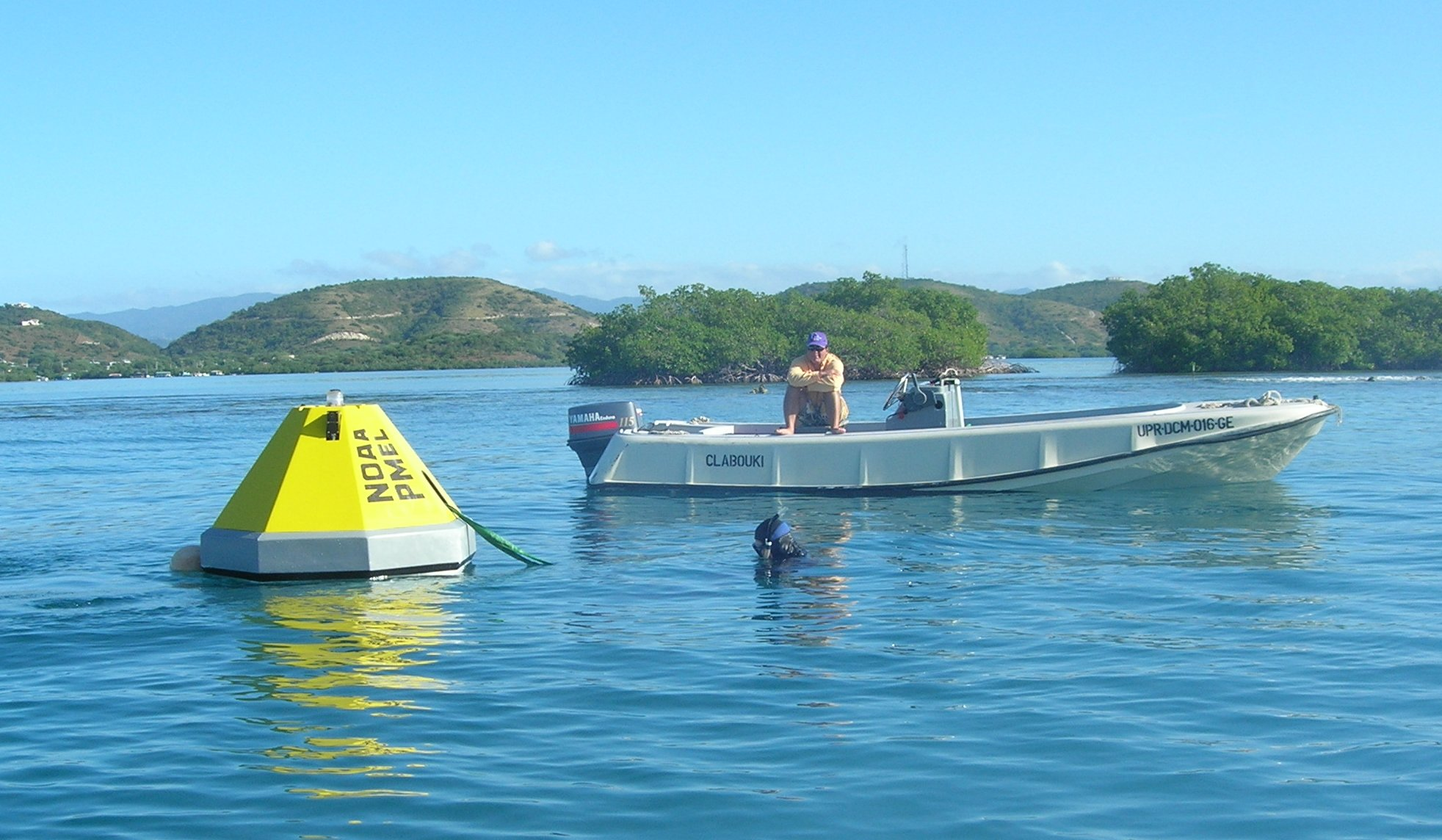
A NOAA (PMEL) aparatură cu detecție în CO
2 folosit pentru a măsura concentrația de CO
2 și conducerea de studii cu privire la acidificarea oceanelor